# Chiesa di San Sigismondo (Gaiole in Chianti)
La chiesa di San Sigismondo è la chiesa principale di Gaiole in Chianti.

## Storia
La chiesa, una costruzione neogotica consacrata nel 1959, è affiancata sulla sinistra dal campanile.

## Architettura ed arte

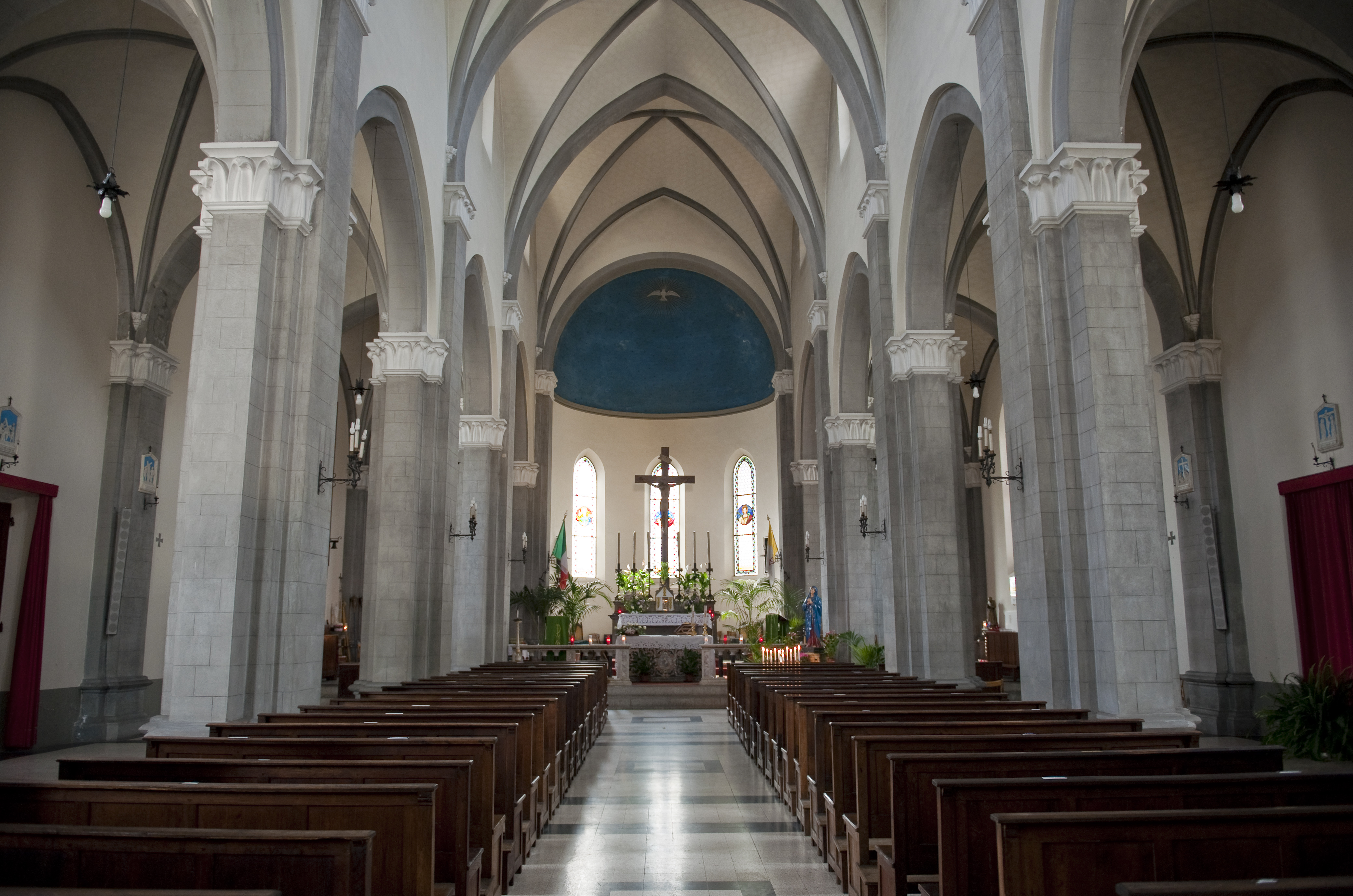
Interno

La facciata, priva del rivestimento in pietra serena che caratterizza il resto degli esterni, prelude, nella forma tripartita, alla disposizione interna delle tre navate divise da pilastri, voltate a crociera e absidate.
Tra gli arredi dell'edificio, per lo più opere novecentesche ispirate al Medioevo, si distingue sull'altare maggiore il paliotto in scagliola raffigurante al centro la Vergine del Rosario (1699), già appartenente alla chiesa di San Bartolomeo a Vertine.Dalla chiesa proviene una tavola raffigurante la Crocifissione con i dolenti e San Francesco, eseguita verso il 1390-1395 da Niccolò di Pietro Gerini, attualmente conservata presso la Pinacoteca Nazionale di Siena.